# Movimiento Social Nacional (Bulgaria)
El Movimiento Social Nacional (en búlgaro: Народно социално движение) fue un partido político búlgaro minoritario formado en 1932 por Aleksandar Tsankov.
Aunque era miembro del Bloque Popular de Nikola Mushanov que gobernaba en ese momento, Tsankov se había convertido en un gran admirador de Adolf Hitler y, como resultado, creó el MSN para ofrecer una versión del nazismo. El grupo predicaba abiertamente su propia idea de "nacionalismo social", que para Tsankov implicaba el apoyo de un sindicato nacional de trabajadores contra la lucha de clases. El partido en sí no logró encontrar mucho apoyo (a pesar de ser popular entre muchos jóvenes urbanos), aunque su formación ayudó a acelerar el colapso del gobierno de coalición. El grupo ganó algunos seguidores en 1934 cuando varios miembros dejaron Zveno para unirse a otros grupos, incluido el MSN. El partido se ilegalizó después del golpe de Estado de 1934 al igual que cualquier otro partido político.
El grupo mantuvo vínculos con la Alemania nazi, como lo demuestra el nombramiento de Tsankov a la dirección de un gobierno en el exilio en 1944, aunque no ganó el poder.